# Max Lehrs
Max Peter Lehrs (né le 24 juin 1855 à Berlin, et mort le 12 novembre 1938 à Dresde) est un historien de l'art allemand, directeur pendant de nombreuses années du Kupferstich-Kabinett de Dresde.

## Biographie
Max Lehrs, né en 1855, est fils d'un marchand de laine berlinois qui possédait une collection de gravures et qui a suscité l'intérêt de son fils pour l'art dès son plus jeune âge.
Lehrs travaille d'abord dans le commerce du livre (1873-1875) puis des objets d'art (1876-1878) avant de devenir  bibliothécaire au musée de Silésie à Wroclaw en 1880. À partir de 1883, il travaille pour les musées de Dresde. D'abord assistant du directeur Karl Woermann à la Gemäldegalerie de Dresde, il devient en 1895 ou 1896 assistant au Kupferstich-Kabinett de Dresde. De 1904 à 1908, il est directeur du Kupferstichkabinett Berlin à Berlin, avant de revenir à Dresde en tant que directeur du Kupferstichkabinett jusqu'à sa retraite en 1924. Au cours de son activité comme directeur des collections à Dresde et Berlin, il met en place une importante politique d'acquisition à la fois pour l'art ancien et l'art moderne. Lehrs participe ainsi activement à la promotion de jeunes artistes et s'engage très tôt pour collectionner, exposer et rechercher des affiches et des photographies. Il a reçu le titre de Geheimer Rat. 
Avec sa femme Isabella, épousée vers 1880, il tient une maison très hospitalière à Dresde. Le livre d'or, commencé en 1883, est conservé à la Bayerische Staatsbibliothek à Munich, porte le titre ironique Grand Hotel Lehrs. On y trouve les noms de nombreux  représentants de l'art et de la culture, parmi lesquels Hans Thoma, Max Klinger, Heinrich Vogeler, Koloman Moser ou Käthe Kollwitz et souvent Emil Orlik. De nombreuses signatures concernent des danseurs de l'époque, notamment Grete Wiesenthal et ses sœurs, Clotilde von Derp, Sent M'Ahesa, Gertrud Falke et Mary Wigman.

Max Lehrs est mort en 1938 et est enterré dans le Urnenhain Tolkewitz (de).

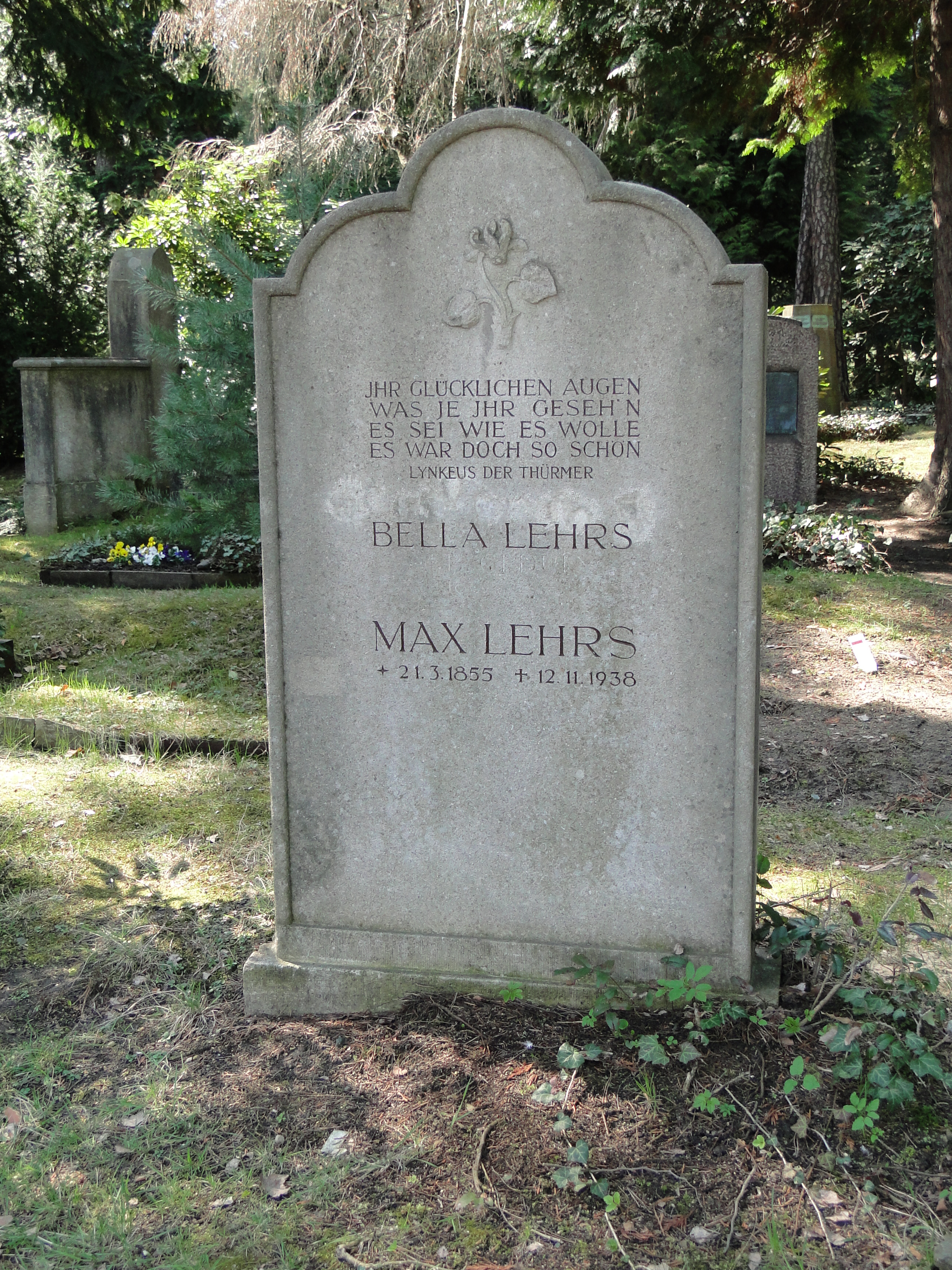
Tombe de Max Lehrs sur l'Urnenhain Tolkewitz

## Geschichte und kritischer Katalog des deutschen, niederländischen und französischen Kupferstichs im 15. Jahrhundert
Dès 1882, Lehrs se spécialise dans la gravure et publie de nombreuses travaux sur ce sujet. Son ouvrage principal, la Geschichte und kritischer Katalog des deutschen, niederländischen und französischen Kupferstichs im 15. Jahrhundert, paraît en 9 volumes entre 1908 et 1934. Ce répertoire de référence pour l'histoire de la gravure couvre l'ensemble de la gravure de l'Europe du Nord du XVe siècle, à l'exception de l'œuvre de Dürer. Il peut être découpé en trois parties :
Partie I : Les Primitifs de la gravure
vol. 1 : Les Primitifs de la gravure.
Première partie : École allemande (Maître des cartes à jouer, Maître de la Passion de Nuremberg)
Deuxième partie : Écoles néerlandaise et française (Maître aux banderoles)
Partie II : Le Maître E.S et ses contemporains
vol. 2 : Maître E.S
vol. 3 : Anonymes avec noms de convention
vol. 4 : Anonymes avec noms de convention
Partie III : Schongauer et ses contemporains
vol. 5 : Martin Schongauer
vol. 6 : L'école de Martin Schongauer
vol. 7 : Graveurs néerlandais au monogramme et Maître PW de Cologne
vol. 8 : Maître du Livre de raison et autres graveurs de sud de l'Allemagne (Veit Stoss)
vol. 9 : Israhel van Meckenem

## Publications
- Katalog der im Germanischen Museum befindlichen deutschen Kupferstiche des 15. Jahrhunderts, Nuremberg 1887 (lire en ligne).
- Geschichte und kritischer Katalog des deutschen, niederländischen und französischen Kupferstichs im 15. Jahrhundert. 9 volumes de textes et 9 volumes d'illustrations, Vienne, 1908-1934 (version numérisée).